# True Crime
True Crime is een Amerikaanse film uit 1999. De film is geregisseerd door Clint Eastwood, die ook een van de hoofdrollen speelt, naast James Woods, Isaiah Washington, Denis Leary en Lisa Gay Hamilton.
Het filmscenario geschreven door Larry Gross, Paul Brickman en Stephen Schiff, is gebaseerd op het gelijknamige boek van Andrew Klavan.

## Verhaal
Steve Everett is een journalist die verslag moet doen van de executie van Frank Beechum (gespeeld door Isaiah Washington). Steve heeft een reputatie om zich vast te bijten in verhalen waar niets meer te halen valt. Een aantal jaar geleden nam hij het op voor een veroordeelde crimineel maar toen hem een leugendetectortest werd aangeboden bekende hij meteen de dader te zijn. Steve is sindsdien aan lager wal geraakt door alcohol en is inmiddels al gescheiden van zijn vrouw. Wanneer Steve wordt gevraagd Beechum te interviewen in zijn dodencel raakt hij ervan overtuigd dat Beechum onschuldig is. Vanwege zijn verleden nemen zijn collega's hem niet serieus. Frank zit al jaren in de cel en heeft meerdere keren voor de rechter gestaan maar niets wijst erop dat hij misschien onschuldig is. De volgende dag zal Frank geëxecuteerd worden dus Steve moet razendsnel op onderzoek uit om zijn leven te redden.

## Rolverdeling
| Acteur             | Personage           | Opmerkingen             |
| ------------------ | ------------------- | ----------------------- |
| Clint Eastwood     | Steve Everett       | Journalist              |
| Isaiah Washington  | Frank Louis Beechum | Ter dood veroordeelde   |
| Lisa Gay Hamilton  | Bonnie Beechum      | Vrouw van Frank Beechum |
| James Woods        | Alan Mann           | Hoofdredacteur          |
| Denis Leary        | Bob Findley         | Redactie-chef           |
| Bernhard Hill      | Luther Plunkitt     | Gevangenisdirecteur     |
| Diane Verona       | Barbara Everett     |                         |
| Michael McKean     | Shillerman          | Priester                |
| Michael Jeter      | Dale Porterhouse    |                         |
| Hattie Winston     | Angela Russel       |                         |
| Penny Bae Bridges  | Gail Beechum        |                         |
| Francesca Eastwood | Kate Everett        |                         |

## Achtergrond
Hoewel het oorspronkelijke verhaal zich afspeelt in St. Louis, is de film grotendeels opgenomen rond Oakland in Californië. Een van de redenen hiervoor was dat Eastwood zelf in de buurt is opgegroeid en hij het gebied goed kent, maar ook omdat de visuele mogelijkheden volgens hem daar beter waren. Hij had er ook al eerder films opgenomen. Ook zijn er een aantal scènes gefilmd in de San Quentin gevangenis in San Francisco.

## Prijzen en nominaties
Lisa Gay Hamilton werd naar aanleiding van deze film zowel genomineerd voor de Black Reel Awards in de categorie beste vrouwelijke bijrol, als voor de NAACP Image Awards voor een vrouwelijke hoofdrol. Penny Bae Bridges en Francesca Fisher-Eastwood werden beide genomineerd voor de Young Artist Award in de categorie actrice van tien jaar of jonger.